# Club Deportivo Mirandés 2022-2023
Questa voce raccoglie le informazioni riguardanti il Club Deportivo Mirandés nelle competizioni ufficiali della stagione 2022-2023.

## Maglie e sponsor
| Casa | Trasferta |

## Rosa
Aggiornata al 7 febbraio 2023.
| N. |                   | Ruolo | Calciatore      |
| -- | ----------------- | ----- | --------------- |
| 1  | Spagna (bandiera) | P     | Ramón Juan      |
| 2  | Spagna (bandiera) | D     | Sergio Santos   |
| 3  | Spagna (bandiera) | D     | Barbu           |
| 4  | Spagna (bandiera) | D     | Álex Martín     |
| 6  | Spagna (bandiera) | C     | Beñat Prados    |
| 7  | Spagna (bandiera) | C     | Nico Serrano    |
| 8  | Spagna (bandiera) | C     | Juanlu Sánchez  |
| 9  | Spagna (bandiera) | A     | Raúl García     |
| 10 | Spagna (bandiera) | C     | César Gelabert  |
| 11 | Spagna (bandiera) | A     | Simón Moreno    |
| 12 | Spagna (bandiera) | D     | José Salinas    |
| 13 | Spagna (bandiera) | P     | Alfonso Herrero |

| N. |                     | Ruolo | Calciatore     |
| -- | ------------------- | ----- | -------------- |
| 14 | Spagna (bandiera)   | C     | Pinchi         |
| 16 | Spagna (bandiera)   | D     | Raúl Navas     |
| 18 | Spagna (bandiera)   | C     | Álvaro Sanz    |
| 19 | Spagna (bandiera)   | D     | Manu García    |
| 20 | Spagna (bandiera)   | C     | Oriol Rey      |
| 21 | Spagna (bandiera)   | D     | Roberto López  |
| 22 | Spagna (bandiera)   | C     | Jofre Carreras |
| 23 | Spagna (bandiera)   | D     | David Vicente  |
| 25 | Slovenia (bandiera) | P     | Žiga Frelih    |
| 27 | Grecia (bandiera)   | D     | Nikos Michelīs |
| 28 | Spagna (bandiera)   | A     | Javier Llabrés |
| 32 | Spagna (bandiera)   | C     | Nacho Castillo |